# 弁護士自治
弁護士自治（べんごしじち）とは、弁護士が権力から独立し自治により職業集団としての弁護士を統括するあり方をいう。

## 沿革
1949年の弁護士法によって定められた。司法大臣が弁護士の監督権を有していた戦前、対立する検事や裁判所からの請求により弁護士の懲戒がなされた結果、日本労農弁護士団などをはじめ多くの政治犯や思想犯が検挙・投獄されるなどの全体主義を経験したことを理由として設けられた制度である。

## 弁護士の育成、資格賦与、弁護士登録手続における自治
弁護士となる資格を得ることと、弁護士となることは別のことであり、弁護士となるには、弁護士となる資格を有する者が、各地の弁護士会および日弁連の登録に関する審査を経て、弁護士名簿に登録されることが必要となる。このように、弁護士法は、弁護士資格の付与という入口の段階において、弁護士自治の実現を図っている。
法務大臣が認定した者に弁護士資格を付与する「弁護士資格認定制度」（弁護士法5条）に関しても弁護士自治の関与がある。資格申請者は、認定前には法務省が指定する日本弁護士連合会の講習を受けることとなり、認定後には司法修習修了者と同様、弁護士会の資格審査会による登録の審査を受ける。

## 懲戒制度上の自治
国際連合は1990年、国連憲章と世界人権宣言に基づき、『弁護士の役割に関する基本原則』(Basic Principles on the Role of Lawyers)を採択し、弁護士についての懲戒手続においては、対象弁護士に公平な聴聞の機会が保障されなければならないこと（第26項）や、法専門家による懲戒委員会や立法機関の中の独立した機関あるいは裁判所により取り行われ、かつ独立した司法審査を受けられるべきであること（第28項）などを定めた。
ドイツやフランスでは、裁判所が弁護士の懲戒権を有しているが、その構成員は弁護士が中心となっている。また、一般人からの懲戒請求は認められていない。
アメリカ合衆国では、それぞれの法曹団体が弁護士の非行行為の審査をする建前をとり弁護士自治が認められている（ただし、弁護士会が任意加入の州も多くある）が、審査の結果懲戒の必要を認めたときは州最高裁判所へ懲戒の勧告を行う制度をとっている。
アメリカ法曹協会は、懲戒制度に対する公衆の不満の多くが、むしろ苦情処理の在り方や懲戒事由とならない「軽微な非違行為」の棄却に起因するものであることを見出し、各州の法曹団体に懲戒制度の改革を勧告している。
イギリスでは、かつては法廷弁護士の私的な団体である法曹院が法廷弁護士について懲戒権を有し、裁判所や行政の司法審査に服しないとされていたが、弁護士に対する苦情の処理に関する要望が非常に高まったこと、また贈収賄法の制定が予定されていたこともあり、2010年には弁護士に対する苦情・報告を専門に受け付ける独立の公的なオンブズマン制度が設置された。事務弁護士については、もとから法サービス理事会が懲戒権を有していた。

### 日本
日本のように弁護士会に自治権が認められている制度は諸外国ではむしろ少数派である。
大日本帝国憲法下では、司法省控訴院が裁判所構成法や旧弁護士法などに基づき弁護士の懲戒を行っていたが、日本国憲法（1947年）の制定のち、元帝国議会衆議院議員であった弁護士花村四郎らが立案した全部改正の弁護士法（1949年） が成立したことにより現在の自治制度が設置された。
弁護士への懲戒請求は各弁護士会が受け付けるか、日弁連が自ら申立て（弁護士法60条）、綱紀委員会が審査相当と判断すれば、懲戒委員会が懲戒相当か否かの判断をする。
懲戒委員会や綱紀委員会は、弁護士だけではなく、検察官・裁判官及び学識経験者等の外部委員も含めて構成される。弁護士自治制度にはしばしば「かばいあい」「なれあい」などのいわれのない非難が寄せられるが、実際には厳正に運用されており、こうした外部委員からも評価されているという。
なお、懲戒処分を受けた者は、日弁連に対し行政不服審査（弁護士法59条1項）を求めた上で、なお不服があれば東京高等裁判所に審決の取消しを求めることができる（弁護士法61条1項）。
2016年には行政不服審査法が改正され、行政不服審査の手続において、総務省の行政不服審査会に諮問して答申が行われる制度が設けられたが、単位弁護士会懲戒委員会がした懲戒処分に関してなされた審査請求について日弁連がする審査は当該諮問の対象とならない（日弁連は行政不服審査法43条1項柱書きのいずれにも該当しない。）。

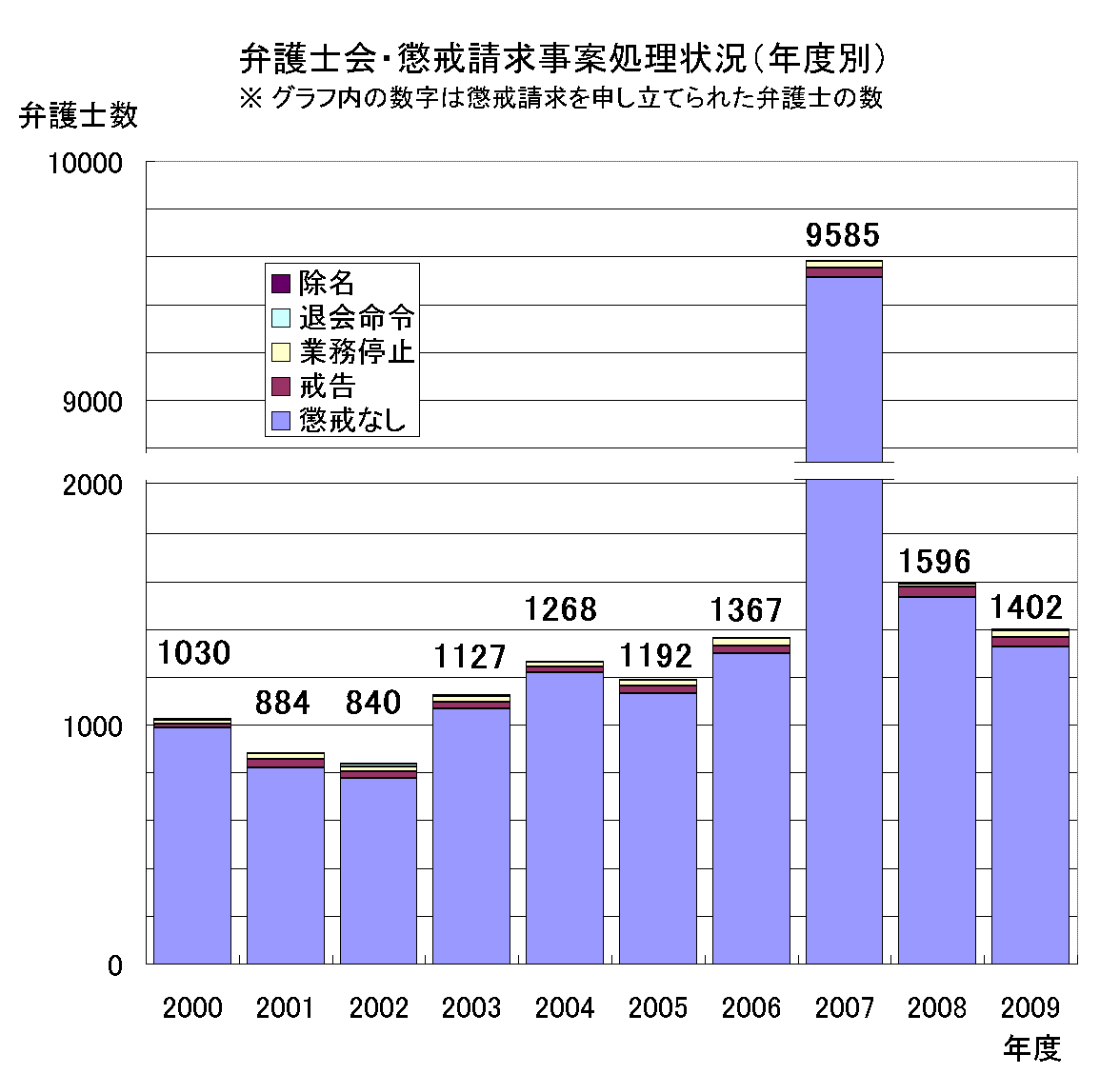
弁護士会・懲戒請求事案処理状況（2000-2009）

### 日本の制度に関する意見
自民党は1997年、日本における弁護士自治制度を批判し、「司法制度改革の基本的な方針（案）－透明なルールと自己責任の社会へ向けて－」において、弁護士の懲戒について外部機関による審査方式を導入することを提案していた。
また、西田研志弁護士（法律事務所MIRAIO、旧法律事務所ホームロイヤーズ所長）は、国民を代表する監督機関のほうが弁護士会内部のしがらみにとらわれない公正な監督が期待できるとしている。

## 独立した会則制定権
独立性を担保するため、日弁連および弁護士会は、弁護士法の下、独自に会則等を制定することが認められており、会則等の制定に当たっては国家機関の許認可等を要しない。

## 財政上の自治
日本弁護士連合会及び弁護士会の運営資金は、日弁連および弁護士会の運営が財政的にも独立していることが不可欠であることから、会員弁護士が拠出する会費、登録料、寄附その他の収入をもって支弁することとなっており（日弁連会則第91条参照）、ゆえに、日弁連および弁護士会はその資金の使途について外部から何らの制約を受けることはない。
現に弁護士会と日弁連の財政はほぼ全てが弁護士自身が支払う会費によって賄われており、2020年度において、日弁連の収入全体に占める会費収入の割合は約9割である。